# Abdou Kareem Savage
Abdou Kareem „AKSavage“ Savage (auch: Abdou Karim Savage; * um 1946; † 27. August 2015) war ein gambischer Richter und Chief Justice of the Gambia.

## Leben
Savage war Absolvent der St. Augustine’s High School in Bathurst und absolvierte in den 1960er Jahren eine Lehrerausbildung am Yundum Teachers' College und unterrichtete mehrere Jahre als Lehrer an der Armitage High School. Später besuchte er das Milton Margai Teachers' College der Universität von Sierra Leone, nach seiner Rückkehr nach Gambia nahm Savage seine Lehrtätigkeit wieder auf und wurde später Oberlehrer und Schulleiter. Nachdem er als Literaturlehrer tätig gewesen war, nahm er sein Jurastudium an das Fourah Bay College der Universität Sierra Leone auf. Nach Abschluss seines Jurastudiums ging er nach Nigeria, wo er als Anwalt zugelassen wurde. Schließlich kehrte er in seine Heimat zurück und wurde 1991 als Anwalt in Gambia zugelassen, wo er bis zum ehrenamtlichen Obersten Richter aufstieg. Anfang der neunziger Jahre arbeitete er als Staatsanwalt bei der AG Chambers.
Savage war vom 22. Februar 2006 bis zum 8. Juni 2009 Oberster Richter Gambias (englisch Chief Justice von Gambia). Er war der erste gambische Richter, der dieses Amt jemals innehatte. Sein Vorgänger war Stephen Alan Brobbey. Nach seiner Amtsenthebung durch Präsident Yahya Jammeh im Jahr 2009 wurde er von Akomaye Agim abgelöst.

## Auszeichnungen und Ehrungen
- 2009 – Order of the Republic of The Gambia, Stufe Commander[5]